# Kunowice
Kunowice, tyska: Kunersdorf, är en by i västra Polen, belägen i Słubices kommun i Powiat słubicki i Lubusz vojvodskap. Orten är belägen omkring 5 kilometer öster om Słubice och den tysk-polska gränsen över till Frankfurt an der Oder. Befolkningen uppgick till 1 082 invånare år 2015.

## Historia
Byn omnämns första gången i skrift år 1337. Kunersdorf grundades troligen av tyska bosättare i samband med Ostsiedlung under 1200-talet, då troligen också stenkyrkan uppfördes. 1372 hade byn en fogderätt. År 1399 såldes byn, som då omfattade 40 Hufen land, av markgreve Jobst av Mähren till staden Frankfurt an der Oder. Vid denna tid hade byn minst en vattenkvarn, en fogde, 14 bönder varav en krögare, samt sex torpare. Av marken hörde fyra Hufen till bykyrkan, sex till fogden och 34 tillhörde bönderna. 1622 omnämns ett gods omfattande sex Hufen
En armé under Johan II av Sagan marscherade i oktober 1477 genom området på väg mot Frankfurt an der Oder och plundrade byn.
Mellan 1631 och 1644 ockuperades området omväxlande av svenska och kejserliga trupper under trettioåriga kriget. För byn innebar detta kontributioner, plundring och brandskattningar. Ortens sista fogde dog 1694, varefter staden Frankfurt an der Oder ägde rätt att utse en ställföreträdare, så att fogdens ägor övergick till godset.
Byn ockuperades av ryska trupper 1 augusti 1759 under sjuårskriget och brändes ner av dessa 11 augusti; endast kyrkan klarade sig från branden. Följande dag, 12 augusti, inleddes slaget vid Kunersdorf, där den rysk-österrikiska koalitionen segrade mot den preussiska armén under kung Fredrik II. 
1769 omvandlades godset till ärftlig arrendegård, med Johann George Jahn som förste arrendator. 1785 hade godset fåruppfödning, en vattenkvarn, en skogvaktare, en krog, en kringresande smed samt en kyrka med kyrkoherde och församlingsgård. Byns yta uppgick vid denna tidpunkt till 5 023 preussiska Morgen och 19 Quadratruten. 1799 byggdes kyrkan om.
Den franska armé som ryckte in i området 1806 innebar ytterligare påfrestningar för byn. Fogden och godsarrendatorn hade redan flytt, så kyrkoherden Kriele tog tillfälligt över arbetsledningen i byn. Då byn låg vid huvudmarschrutten österut kom man vid upprepade tillfällen att tvingas inkvartera trupper. Efter Napoleonkrigen blev området del av Regierungsbezirk Frankfurt i den då inrättade preussiska provinsen Brandenburg. 
1861 sålde staden Frankfurt delar av byskogen till militärfiskalen, som här lät upprätta en exercisplats. 1873 inordnades byn i den dåvarande Landkreis Weststernberg. Fortfarande vid 1900-talets början var orten en bondby, med få hantverkare och inga industrier. 1907 öppnade en järnvägslinje mellan Kunersdorf och Ziebingen. Järnvägen användes huvudsakligen för godstransport, men även avsedd för passagerartrafik. Under följande år uppfördes ett tegelbruk, tre sågverk, maskintillverkarfirman Theodor Languda och Otto Strehls cykellåsfabrik, vagnstillverkaren Weiche und Roddelkopf samt byggföretaget Schulz und Protsch. Vid tyska riksdagsvalet i juli 1932 räknades 135 röster för SPD, 26 för KPD, 7 för Zentrum, 24 för DNVP och 328 för NSDAP.
I början av februari 1945 nådde striderna på östfronten fram till Kunersdorftrakten, där hårda strider under Wisła-Oder-operationen utspelades mellan Röda armén och Wehrmacht. 3 februari klockan 20:00 besköts orten av sovjetiskt artilleri och angreps därefter av sovjetiskt pansar och infanteri. Medan pansarangreppen slogs tillbaka av pansargrenadjärregementet Kurmarks Jagdpanzer 38(t) "Hetzer", kunde det sovjetiska infanteriet dock inta vissa av byns byggnader, och 6 februari var byn fullständigt ockuperad av sovjetiska trupper. Under striderna förstördes även bykyrkan.
Genom läget öster om Oder–Neisse-linjen kom Kunersdorf att efter Potsdamöverenskommelsen 1945 att tillfalla Folkrepubliken Polen. Orten gavs på polska namnet Kunowice och den tysktalande befolkningen i området fördrevs över Oder. Under de första åren efter 1945 återbefolkades området gradvis av bosättare från centrala Polen och flyktingar från de tidigare polska områdena öster om Curzonlinjen.

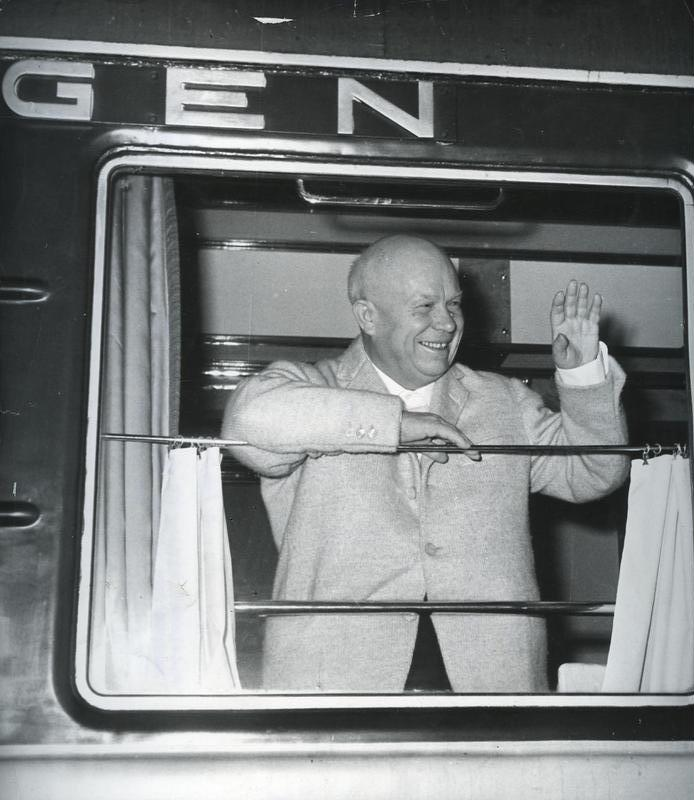
Nikita Chrusjtjov vid Kunowices gränsstation i samband med återresan från SED:s partidagar i Östtyskland 1963.

Kunowices järnvägsstation var under den kommunistiska eran efter 1945 en av Polens viktigaste gränsjärnvägsstationer mot väst. I orten fanns under denna period kollektivjordbruket Nadodrze. 1975 blev orten del av Gorzów Wielkopolskis vojvodskap, som sedan den administrativa länsreformen 1999 uppgått i Lubusz vojvodskap.
Ortens gränskontroll för järnvägen mot tyska Frankfurt an der Oder avskaffades 2007, i samband med att Polen blev medlem av Schengenområdet.

## Transport
Genom orten går den regionala landsvägen DW137 mellan Słubice och Trzciel. Järnvägsstambanan Berlin–Poznań–Warszawa går också här, även om ortens station idag har ersatts av en nyare station i Słubice. Strax söder om Kunowice passerar motorvägen A2.